# Un negre amb un saxo

Foto final de rodatge

Un negre amb un saxo és una pel·lícula catalana dirigida per Francesc Bellmunt, estrenada l'any 1989. Es basa en una novel·la de Ferran Torrent del 1987 i va ser rodada a València i Barcelona. El film és un retrat cru i sarcàstic de la societat valenciana de finals dels anys 80.

## Argument
Un negre amb un saxo és un recorregut pels intricats passadissos de la prostitució valenciana. Hèctor Barrera, exboxejador i redactor de successos, que manté unes relacions molts peculiars amb les classes dominants, es decideix a emprendre aquest trajecte, i es troba amb tot de personatges característics: Sandokan, Remigi l’artillero (la millor ferramenta del país)… Tothom li adverteix que és arriscat de gratar massa endins en un món que de seguida apareix obscur, però Barrera, la millor esquerra europea del pes wèlter, vol arribar al final. Per aconseguir-ho, necessitarà la col·laboració del bo i florit de la ciutat: el detectiu Butxana i un comitè nacional de xoriços en què es fa sentir la veu de Penjoll. Al bell mig de tot, Sam, un negre que l’únic que pretén és traure-li unes notes a un saxo desafinat.